# 콘스탄티노스 7세
콘스탄티노스 7세 포르피로옌니토스(그리스어: Κωνσταντίνος Ζ΄ Πορφυρογέννητος, 905년 - 959년 11월 9일)은 913년부터 959년까지 동로마 제국의 황제였다. 레온 6세와 그의 네 번째 황후인 조이 카르보노프시나의 아들로 삼촌인 알렉산드로스 황제의 뒤를 이어 동로마 제국의 황제가 되었다. 그는 황제이자 작가, 저술가로서도 유명한데 그가 남긴 저서들은 당시의 동로마 제국을 이해하는 데 귀중한 자료가 되었다. 별칭인 포르피로게니투스(Porphyrogenitus)는 황제의 권위를 상장하는 '자주색'으로 장식된 방에서 태어났다는 의미로 정식으로 황궁에서 태어난 황태자라는 뜻이다.

## 어린 시절

### 불행한 어린시절
콘스탄티노스는 905년 9월 콘스탄티노폴리스의 황궁에서 태어났지만 그가 태어날 당시에 어머니 조이는 레온 6세의 정식 황후가 아니었기 때문에 사실상 그는 적법한 황태자가 될 수 없었다. 그러나 아버지 레온은 네 번째 결혼에 반대하는 성직자들을 무마하기 위해 교황 세르지오 3세와 손을 잡고 교황의 허가를 얻어내고 교황의 도움으로 레온은 자신의 네 번째 결혼을 공식화하고 콘스탄티노스에게 포르피로게니투스 (즉, 황실에서 태어난 황태자)의 지위를 주는데 성공했다.
912년 레온이 죽고 그의 동생 알렉산데르가 황제에 올랐는데 알렉산드로스는 형 레온을 싫어해서 황후인 조에를 황궁에서 몰아내고 조카인 콘스탄티노스를 거세하려고까지 하였으나 콘스탄티노스가 병약하여 곧 죽을 것으로 생각하고 목숨을 살려주었다.

### 제위에 오르다
913년 알렉산드로스가 제위에 오른 지 13개월 만에 죽자 콘스탄티노스가 7살의 나이로 황제가 되었고 섭정에는 조이의 반대파인 콘스탄티노폴리스 총대주교 니콜라오스 1세가 임명되었고 어머니 조이는 체포되어 삭발당하고 외딴 수녀원에 추방되었다. 황제가 즉위한 지 며칠 만에 콘스탄티노스 두카스가 쿠테타를 시도했으나 실패하였고 얼마 후에는 불가리아의 시메온 1세가 콘스탄티노폴리스를 침공했다. 시메온은 어린 황제 콘스탄티노스와 자신의 딸을 결혼시켜 제국의 제위를 차지하려는 야심을 보였고 총대주교 니콜라오스와 우호 관계를 맺고 물러났다. 이러한 혼란 때문에 황제의 섭정단 니콜라우스가 실각하고 914년 황후 조에가 다시 섭정이 되었다. 황후는 환관들과 섭정단을 조직해 몇가지 외교적 성과를 올렸으나 917년 불가르족과의 전쟁에서 대패하고 말았다. 황후는 권력을 강화하기 위해 레오 포카스라는 장군과 손을 잡았으나 곧 아르메니아 출신의 장군인 로마노스 레카페노스가 어린 황제를 등에 업고 권력을 장악했고 919년 3월 25일에는 황제와 자신의 딸 헬레나를 결혼시켜 황제의 장인이 되었다. 이제 콘스탄티누스는 장인의 꼭두각시에 불과하게 되었고 920년 로마노스는 사위와 함께 공동황제의 자리에 올랐다.

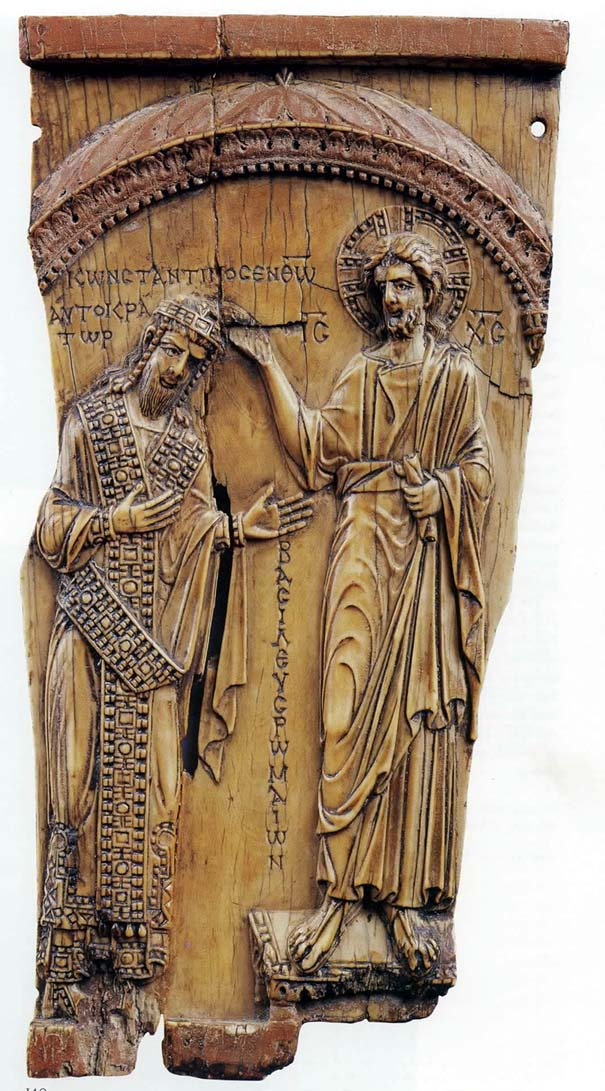
예수 그리스도에게 제관을 받는 콘스탄티노스 7세(945년, 단독황제가 된 기념으로 만들어짐

콘스탄티노스의 어린 시절은 실권이 없는 황제로 병약하고 고독했지만 정신력이 뛰어났고 예술적, 지적으로 매우 우수했다. 그는 로마노스가 자신의 맏아들 흐리스토포로스를 콘스탄티노스보다 더 높은 제위 계승자이자 공동 황제로 임명하였을 때도, 로마노스의 다른 아들들이 공동 황제가 되어 다섯 명의 황제가 있게 되었을 때도 무기력하게 보고만 있어야 했다. 그사이 로마노스는 또다시 제국을 침범한 불가르족의 시메온을 굴복시키고 시메온이 죽자 자신의 딸과 시메온의 아들 페타르 1세를 결혼시켜 불가르족과 평화를 이루었고 키예프 공국의 대군이 침입했을 때도 그리스 화약을 이용하여 잘 막아내었다.

## 단독 집권과 죽음

### 단독 집권
944년 공동 황제였던 로마노스의 두 아들이 로마누스를 폐위하여 수도원에 보내고 콘스탄티노스마저 제거하려고 시도하였다. 그러나 포르피로게니투스로서 제국의 백성의 사랑을 한몸에 받던 콘스탄티노스는 황후 엘레니의 적극적인 관여로 945년 1월 27일 두 명의 공동황제이자 처남들을 유배시키고 39살의 나이에 단독 황제가 되었다. 단독으로 황제가 되자 그는 어린 시절의 병약함과 나약함을 벗어버렸다. 그는 장인이자 제위 찬탈자 로마노스 1세와 적대적인 포카스 가문의 장군 네명을 기용하여 제국의 방위를 맡겼다. 이슬람과의 전쟁을 계속 밀어붙이는 정책을 계속 폈는데 949년에는 독일 작센의 오토 1세와 연합하여 크레타를 정복하고자 했으나 실패하였다. 그러나 동방에서는 이슬람을 공격하여 957년과 958년에 큰 승리를 거두었다.
특히 콘스탄티노스 7세의 치세에는 여러 주변국들과 관계가 개선되었는데 949년 마자르족과 불가침조약을 맺고 기독교로 개종시켰고 957년에는 키예프 대공국의 섭정인 올가 대공비가 콘스탄티노폴리스를 방문하여 하기아 소피아에서 총대주교에게 세례를 받았다. 콘스탄티노스는 국내 정책과 대외 정책 모두 로마누스 1세의 정책을 계승했는데 주로 소규모 자영농에 의한 민병대를 보호하는 것으로 대지주인 봉건 귀족들의 권리를 제한하는 것이었다.

### 말년과 죽음
콘스탄티노스는 재위 말기 전임 총대주교 테오필락토스가 죽은 뒤 총대주교가 된 폴리에욱토스라는 환관수도사 때문에 곤란했다. 그는 노골적으로 황제의 눈에 거슬리는 행동을 했고 황제는 그 때문에 어려워했다. 말년에 그는 고질적인 열병이 발병했고 그 병을 치료하고자 소아시아로 건너가 치료를 했는데 소용이 없었다. 수도로 돌아온 뒤 959년 11월 9일 그는 54살의 나이로 죽었다. 제위는 당시 20살인 로마누스 2세에게 넘어갔다.

## 저술가 콘스탄티노스
매우 불우한 어린 시절을 보냈음에도 뛰어난 학자, 작가였던 콘스탄티노스는 단독황제로 부상하지 전부터 여러 가지 방면의 저술에 몰두했다. 초기에 쓰여진 테마제도에 대하여(De thematibus)에서는 동로마 제국 여러 테마의 기원과 발달에 대한 것이고 외교정책의 편람 제국의 행정에 관하여(De administrando imperio)은 슬라브족과 투르크족, 페체네그인에 대한 귀중한 정보를 제공하고 있다. 그러나 무엇보다 그의 저술중에서 가장 중요한 것은 작품은 비잔티움의 궁정 의식에 관하여(De ceremoniis aulae Byzantinae) 로서 황궁의 의식과 의례에 대한 일종의 백과사전이다. 여기서 그는 비잔티움 황궁의 장엄하고 복잡한 의식과 제의, 예법을 자세히 적고 있는데 당시의 사회상을 알려주는 귀중한 문헌이 되고 있다. 또한 그는 콘스탄티노폴리스의 '대학'에 학생과 교사를 소집하는 데 상당한 열성을 보였으며, 그들을 궁정으로 초청하거나 공직에 등용했다. 법률을 제정했고 여러 가지 미술과 기계술에돠 지대한 관심을 보였다.
콘스탄티노스는 과식과 과음을 즐겼지만 주정뱅이는 아니었고 유능하고 양심적인 근면한 행정가였다. 누구에게나 친절하고 유머감각도 풍부했다고 전해진다. 그의 치세는 이른바 동로마 제국의 중흥기인 마케도니아 르네상스의 절정을 이룬다.
| 전임 알렉산드로스 (912 - 913) | 동로마 제국의 황제 로마노스 1세와 공동통치(919-944) 913년 - 959년 | 후임 로마노스 2세 (913 - 959) |

## 같이 보기
- 동로마 황제